# پرتی مکیپا
پرتی مکیپا (فنلاندی: Pertti Mäkipää؛ ۴ اوت ۱۹۴۱ – ۱۹ اوت ۲۰۱۹) بازیکن فوتبال اهل فنلاند بود.
وی همچنین در تیم ملی فوتبال فنلاند بازی کرده‌است.